# メスペルブルン

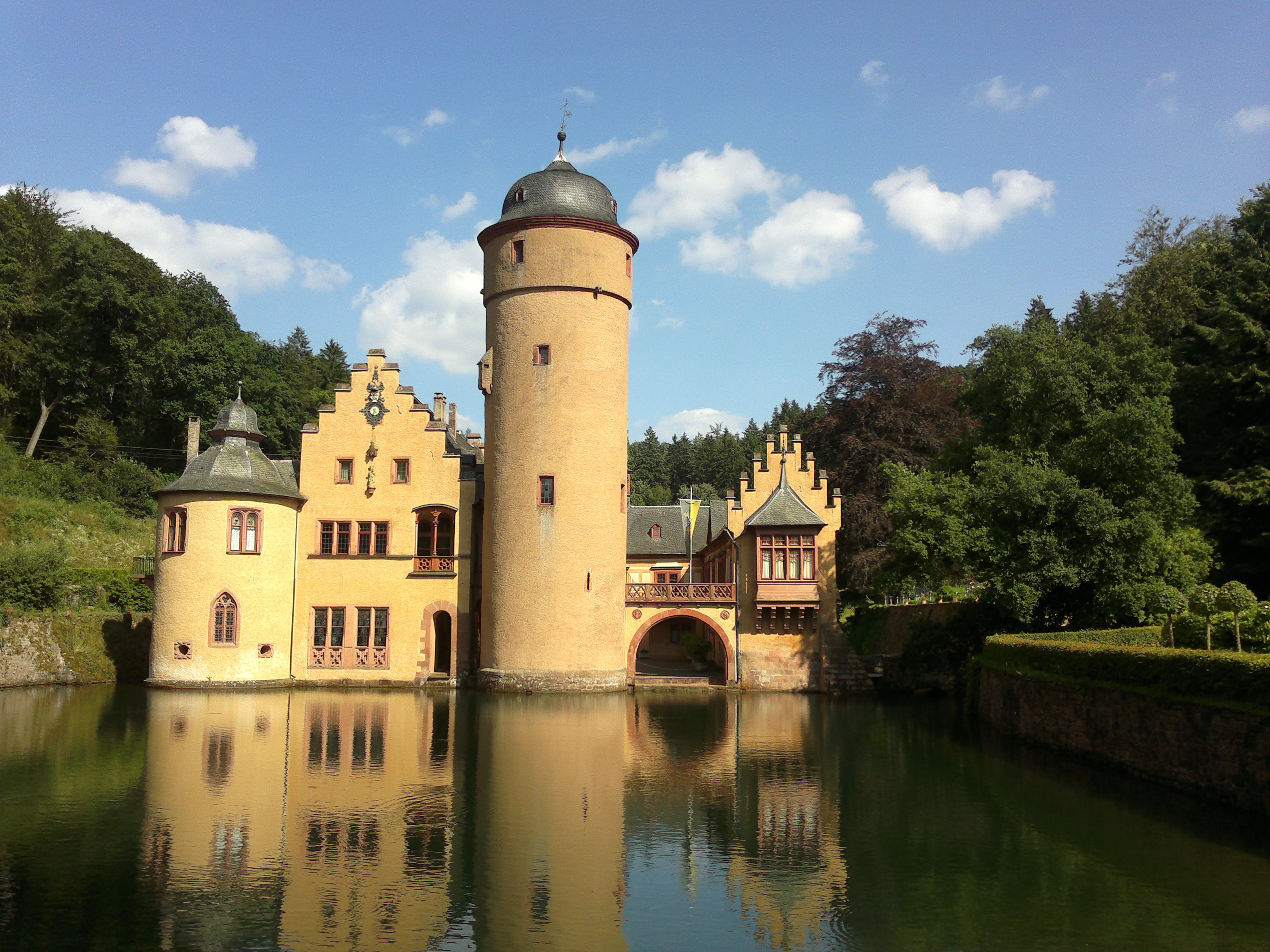
メスペルブルン城

メスペルブルン (ドイツ語: Mespelbrunn) は、ドイツ連邦共和国バイエルン州ウンターフランケン行政管区のアシャッフェンブルク郡に属す町村（以下、本項では便宜上「町」と記述する）で、ハイムブーヒェンタールに本部を置くメスペルブルン行政共同体の一員である。

## 地理

### 位置
この町は、シュペッサルト山地の中央、エルザファ川の谷の上流部に位置している。町内を州道 2308号線が通っている。

### 自治体の構成
メスペルブルンは、2管区 (Gemarkung)、3地区 (Ortsteil) で構成されている。
- ヘッセンタール
- メスペルブルン
  - シュロス・メスペルブルン（メスペルブルン城）

かつてのオーバーノイドルフ集落およびウンターノイドルフ集落は現在一体化しており、メスペルブルン地区を形成している。

### 隣接する市町村
メスペルブルンは、北西はベッセンバッハ、北東は市町村に属さないヴァルトアシャッフの森、東はやはり市町村に属さないロールブルンの森、南はハイムブーヒェンタール（以上、いずれもアシャッフェンブルク郡）、南西はライダースバッハ、西は市町村に属さないホーエ・ヴァルトの森（ともにミルテンベルク郡）と境を接している。

## 地名

### 名前の由来
メスペルブルンはかつてノイドルフ (Neudorf) という名前であった。この名前はドイツ語圏では極めてありふれた名称である。中高ドイツ語で「新しい」を意味する niuwe と「村」を意味する dorf が結合したものである。これはオーバーノイドルフとウンターノイドルフとに分割された。1938年にこの町は、全国的に有名な水城メスペルブルン城の名を町名に採用した。この城を含む地域は1842年に当時のノイドルフに編入されていた。メスペルブルン城の名称は、ヤマナラシ（中高ドイツ語: espin）が周囲に茂るクレプスバッハ川の水源（中高ドイツ語: burn）に由来する。Espinburnという名称はやがて城館の名前となり、さらに町名に採用された。

### 歴史的表記
メスペルブルン城や水源について歴史的資料や文献では以下の表記が用いられている。
| - 1359年 Espilburn - 1412年 Espelborn - 1435年 Meßpelbron - 1510年 Mespelborn | - 1561年 Mespelbrun - 1562年 Messelbrun - 1601年 Mespelbrunn |

## 歴史
メスペルブルンは、かつてノイドルフという名称であった。この町は1938年8月1日にメスペルブルン城の名前を町名に採用した。
この村は、13世紀中頃の徴税簿に nova villa（「新しい村」、現代ドイツ語の「ノイドルフ」にあたる）として初めて記録されている。
1862年7月1日にベツィルクスアムト・アシャッフェンブルクが創設され、ノイドルフはその管轄下に置かれた。1939年にドイツ国全土で「郡」の呼称が用いられることとなった。メスペルブルンは旧アシャッフェンブルク郡の33市町村の一つとなった。この郡は1972年7月1日にアルツェナウ・イン・ウンターフランケン郡と合併し、新たなアシャッフェンブルク郡が発足した。

### 町村合併
この町は、1972年7月1日に旧ヘッセンタールとメスペルブルンが合併して成立した。

## 行政

### 議会
メスペルブルンの町議会は 14議席からなる。これは人口 2,001人から 3,000人の自治体に対する議員定数である。町議会議員は 6年ごとに改選される。
議会ではこの他に、町長が投票権を有している。

### 首長
メスペルブルンの町長はシュテファニー・フックス (CSU) である。彼女は2018年2月25日の選挙で町長に選出された。

### 紋章
図柄: 赤地に銀色のメスペルブルン城の城門。上部に青い小盾が配されている。小盾には白い斜め帯があり、その中に3つの青いリングが描かれている。城門の開口部には、紋章のそこから伸びる銀のハシバミの枝。枝には1つの実と2枚の葉が付いている。
紋章の歴史: この紋章は1986年に認可された。紋章にはエヒター家の城門とその紋章が描かれている。ハシバミの枝 (Haselnusszweig) は Haseltal から転じた Hessenthal にちなんだものである。銀と赤の配色はマインツ選帝侯領の色である。

## 文化と見所

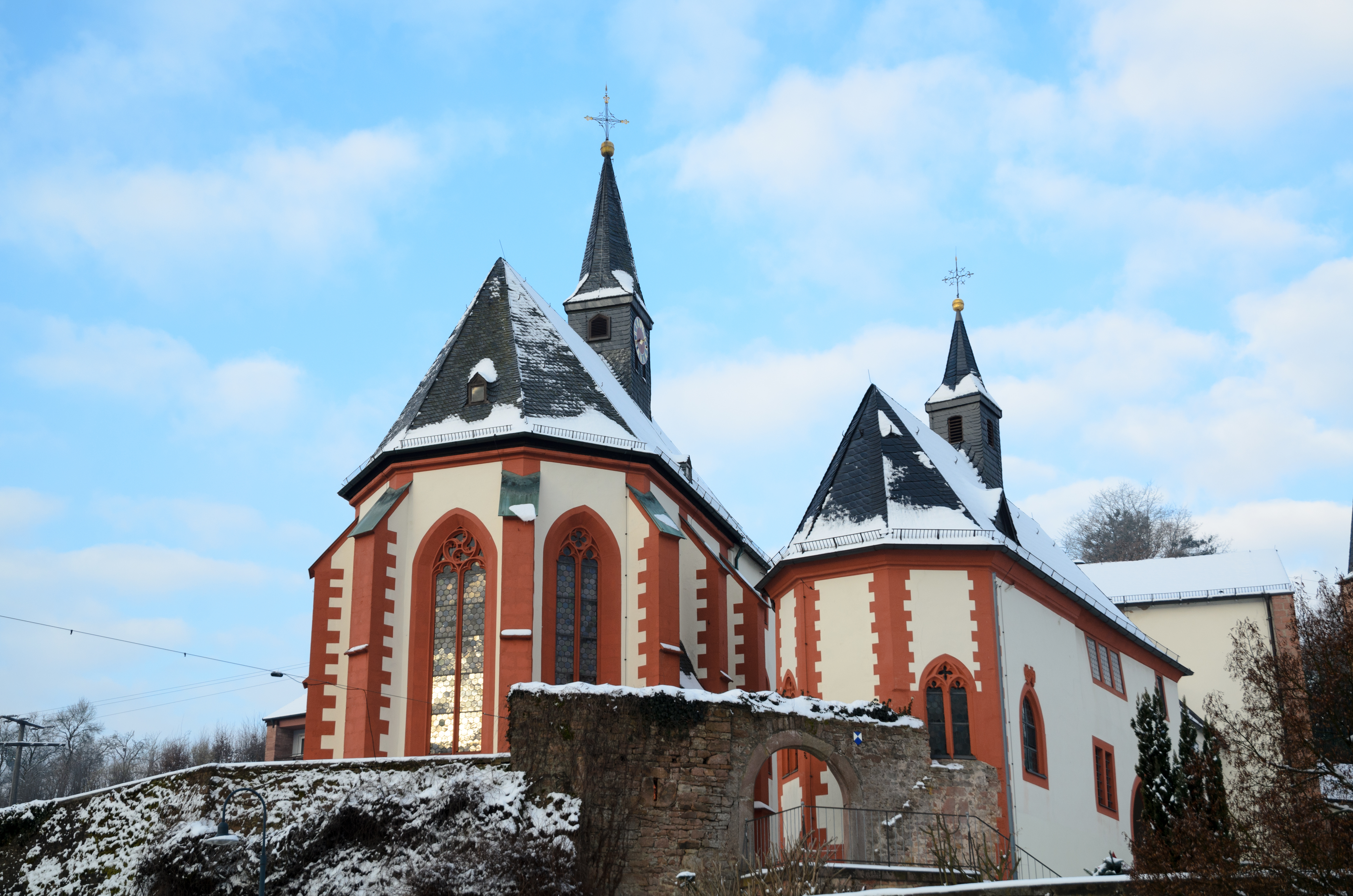
ヘッセンタールの巡礼教会

メスペルブルンは人気の観光地で、ロマンティックな水城メスペルブルン城で知られている。この城は1551年からエヒター家によって建設された。メスペルブルンとこの城館は、1950年代の古典的映画「Das Wirtshaus im Spessart」（邦題『盗賊の森の一夜』）の様々なシーンのロケ地となっている。
この他の見所としては、ヘッセンタールに建つ三廊式の巡礼教会がある。この教会には、以下の見所がある。
- ゴシック様式の巡礼礼拝堂（ユリウス・エヒター・フォン・メスペルブルン（ドイツ語版、英語版）の親や姉妹が埋葬されたエヒター家の廟所）
- 後期ゴシック様式のピエタを聖像として収める恩寵礼拝堂
- 1950年代のハンス・シェーデルによる附属建造物に収められたハンス・バックオッフェンのキリスト磔刑群像とティルマン・リーメンシュナイダーに帰属されるピエタ像

- 霊廟礼拝堂
- 恩寵礼拝堂のピエタ像
- ハンス・バックオッフェンのキリスト磔刑群像
- ティルマン・リーメンシュナイダーに帰属されるピエタ像

## 人物

### 出身者
- ユリウス・エヒター・フォン・メスペルブルン（ドイツ語版、英語版）（1545年 - 1617年）ヴュルブルクの司教領主、フランケン公

## 引用
1. ↑  https://www.statistikdaten.bayern.de/genesis/online?operation=result&code=12411-003r&leerzeilen=false&language=de Genesis-Online-Datenbank des Bayerischen Landesamtes für Statistik Tabelle 12411-003r Fortschreibung des Bevölkerungsstandes: Gemeinden, Stichtag (Einwohnerzahlen auf Grundlage des Zensus 2011)
2. ↑  Bayerische Landesbibliothek Online - Mespelbrunn（2015年11月29日 閲覧）
3. ↑  Topographischer Atlas vom Königreiche Baiern diesseits des Rhein von 1859
4. 1 2  Wilhelm Volkert (Hrsg.): Handbuch der bayerischen Ämter, Gemeinden und Gerichte 1799–1980. C.H.Beck’sche Verlagsbuchhandlung, München 1983, ISBN 3-406-09669-7. Seite 422
5. ↑  Günter Christ: Historischer Atlas von Bayern, Teil Franken, Reihe 1, Heft 12: Aschaffenburg. - München : Bayerische Akademie der Wissenschaften, 1963, S. 233
6. 1 2  Wolf-Armin Frhr. v. Reitzenstein: Lexikon fränkischer Ortsnamen. Herkunft und Bedeutung. C.H.Beck, München 2009, ISBN 978-3-406-59131-0, S. 147.
7. ↑  バイエルン州統計局: 2014年3月16日のアシャッフェンブルク郡に属す市町村の議会選挙結果（2015年11月29日 閲覧）
8. ↑  Datenbank Bayern-Recht（2015年11月29日 閲覧）
9. ↑  “Stephanie Fuchs ist die neue Bürgermeisterin von Mespelbrunn”. (2018年2月25日) 2021年4月18日閲覧。
10. ↑  Bayerns Gemeinden - Gemeinde Mespelbrunn（2015年11月29日 閲覧）